# ハンス・マカルト
ハンス・マカルト（ドイツ語: Hans Makart、1840年5月28日 - 1884年10月3日）は、アカデミック美術に属するオーストリアの画家。「画家の王」と呼ばれた19世紀後半のウィーン美術界を代表する人物であり、当時のウィーン社交界の中心人物として君臨した。レジオンドヌール勲章の授章者である。
代表作に『五感』、『カール5世のアントワープ入城』などがある。アルフォンス・ミュシャやグスタフ・クリムトなど、若い頃にマカルトの影響を受けた画家は数多い。

## 生涯

### 修行時代
1840年5月28日、宮廷官吏の息子としてオーストリア帝国・ザルツブルクに生まれた。幼少期に父親を亡くし、叔父の世話を受けながら絵画の勉強をした。若い頃はミュンヘンの美術アカデミーで研鑽を積んだ。21歳の時に歴史画で有名なカール・テオドール・フォン・ピローティに師事し、同時期にフランツ・フォン・レンバッハと知り合う。

### ウィーン招聘

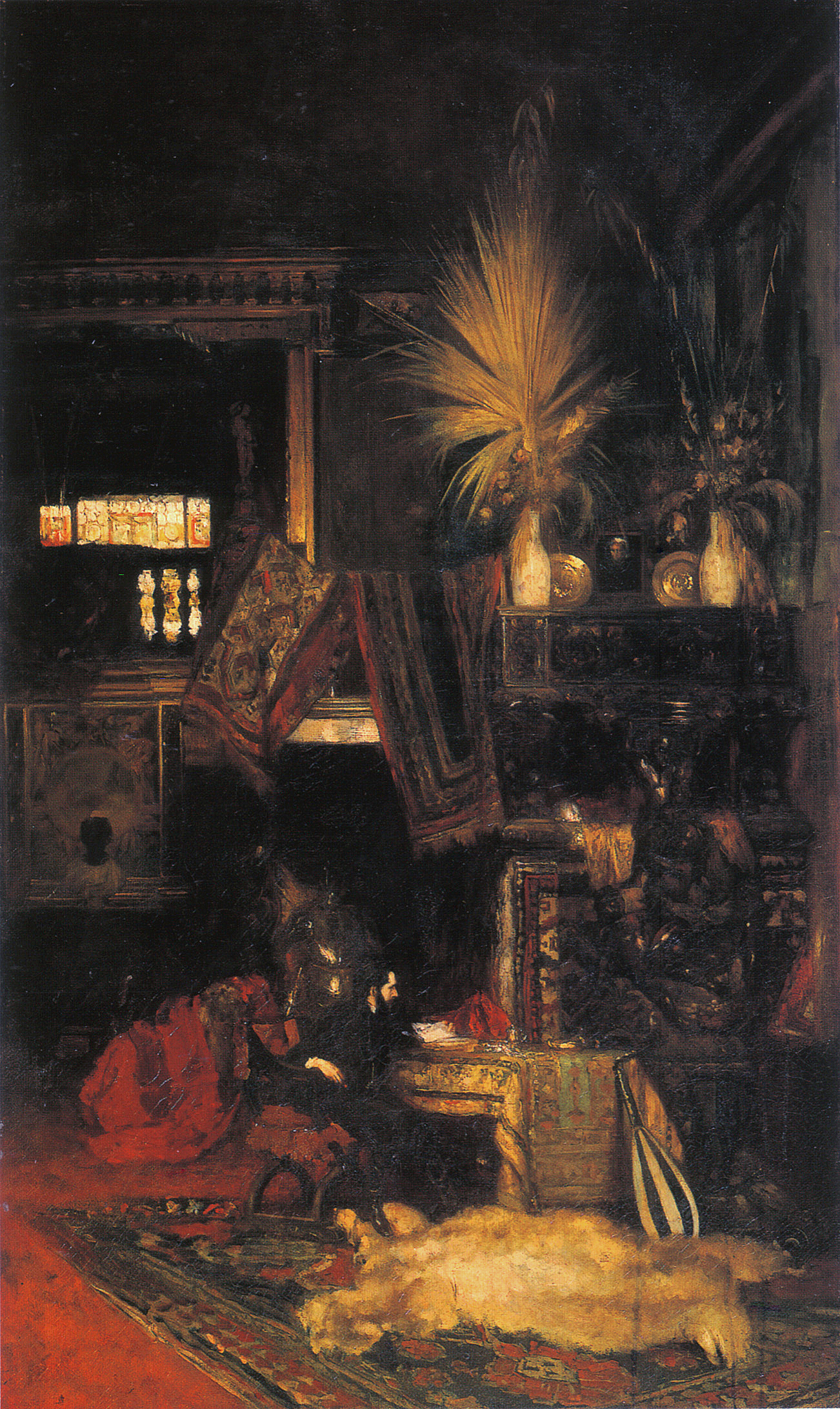
マカルトのアトリエ（エドゥアルト・シャールモント画、1875年頃）

ミュンヘンでの修行の後、さらに4年間イギリス、フランス、イタリアで腕を磨き、1869年に宮内長官ハンス・ヴィルチェク伯爵に勧められてウィーン美術アカデミーの教授招聘に応じた。ウィーンにやってくると、20代後半という若さにして、たちまちウィーン画壇のみならず社交界の中心人物となった。マカルトは、自らのアトリエを単なる仕事場とはみなさず、自身の美的世界を構築する場とした。
このアトリエの素晴らしさが評判になると、マカルトは1871年にこれを一般公開し、さらに1873年ごろからは芸術家や名士を招いては祝宴を開くようになった。かくしてオーストリア皇帝フランツ・ヨーゼフ1世から提供されたマカルトの豪壮なアトリエは、ウィーンの上流階級の社交場と化した。彼は「マカルト帽」などのファッションも生み出した。アトリエには不如意箱が置いてあり、友人はそっとお金を借りていくことができた。

### 「画家の王」

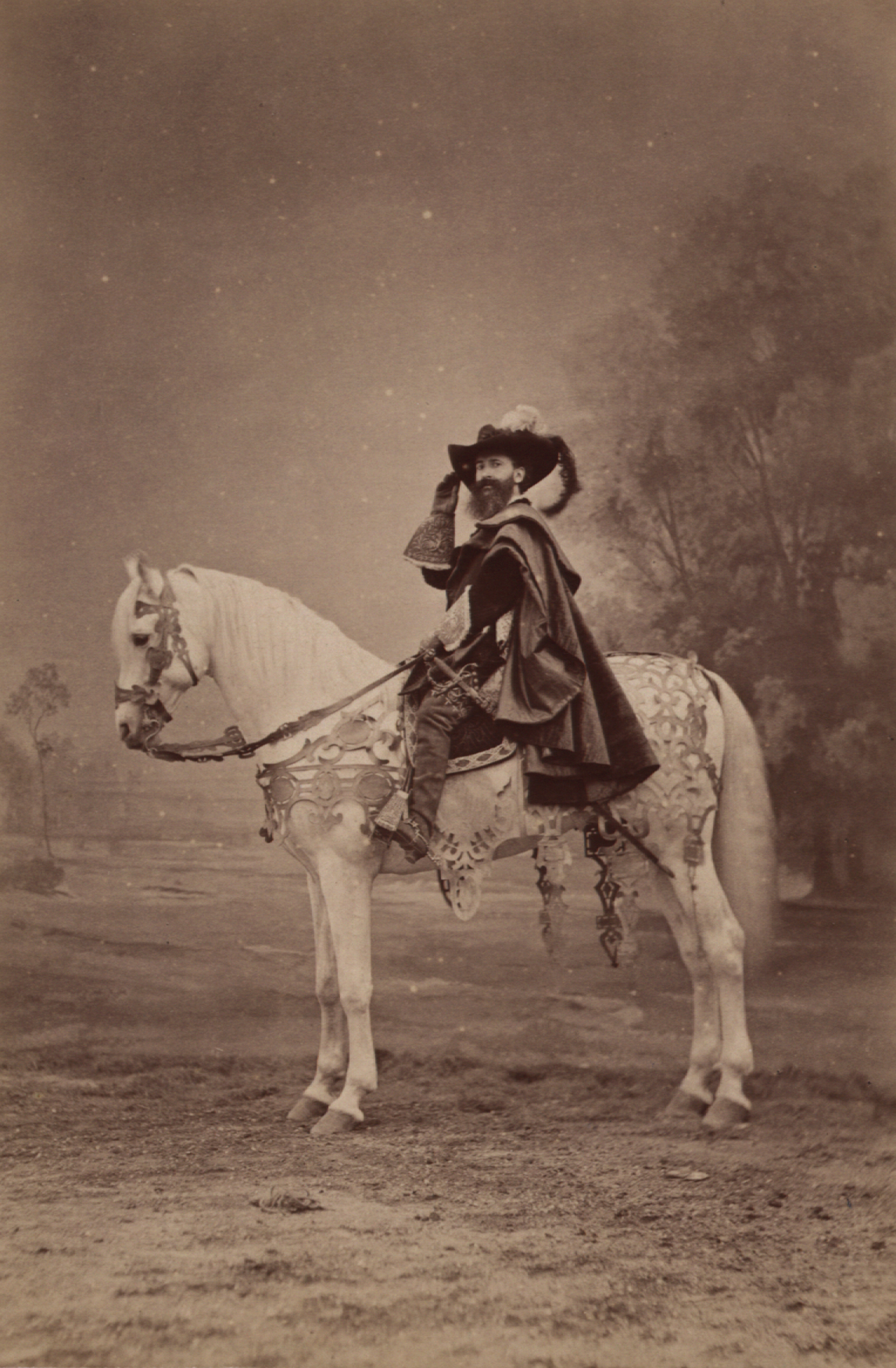
皇帝夫妻の銀婚式パレード用の衣裳を着たマカルト

マカルトは「画家の王（Malerfürst）」と呼ばれ、享受した名声と富は、画家としてはピーテル・パウル・ルーベンス以来、最高のものであった。そのルーベンスの生誕300年を記念して制作した『カール5世のアントワープ入城』は、1878年の初め、数日のうちに3万4000人 もの見物客を集めたという。
マカルトはケルントナー通りに面した「カフェ・シャイドル」の常連であった。このカフェでマカルトを見たヘルマン・バールは、次のように証言している。「ヴェネチア・スタイルの黒ひげの小男が、カフェ・シャイドルの窓際の席に着き、チェスに興じていると、ケルントナー通りの通行が毎日おびやかされた」窓の向こうのマカルトを見物しようとする人々でカフェの前の道が混雑したという、マカルトの人気ぶりを示すエピソードである。
マカルトはウィーンの壮大な建築物の装飾を最も多く手掛けたであろうと推測されている。マカルトは時代の寵児だったが、しかし彼に対する批判が存在しないわけではなかった。1873年から1876年にかけて、マカルトと同じくウィーン美術アカデミーの教授だったアンゼルム・フォイエルバッハはマカルトのことを、デッサンも配色法もなっていない、誰の体にも合わない洋服の仕立て屋である、などとこき下ろした。
マカルトの祝祭行列も参照。
1879年、ウィーンアカデミーの教授に任命され、同年4月27日の皇帝夫妻の銀婚式パレードのプロデュースを手掛けた。これがマカルトの絶頂期であった。ウィーン芸術家協会から派遣された五名の代表のうち、マカルトは行列全体のデザインと演出を担当した。歴史主義建築が立ち並ぶリングシュトラーセを、マカルトが考案した豪華な山車を交えて、16世紀風の衣装に身を包んだ人々が行進するさまは、まるで一幅の歴史画を見るようであったという。パレードは大成功に終わり、その評判は遠く新世界にまで伝えられた。

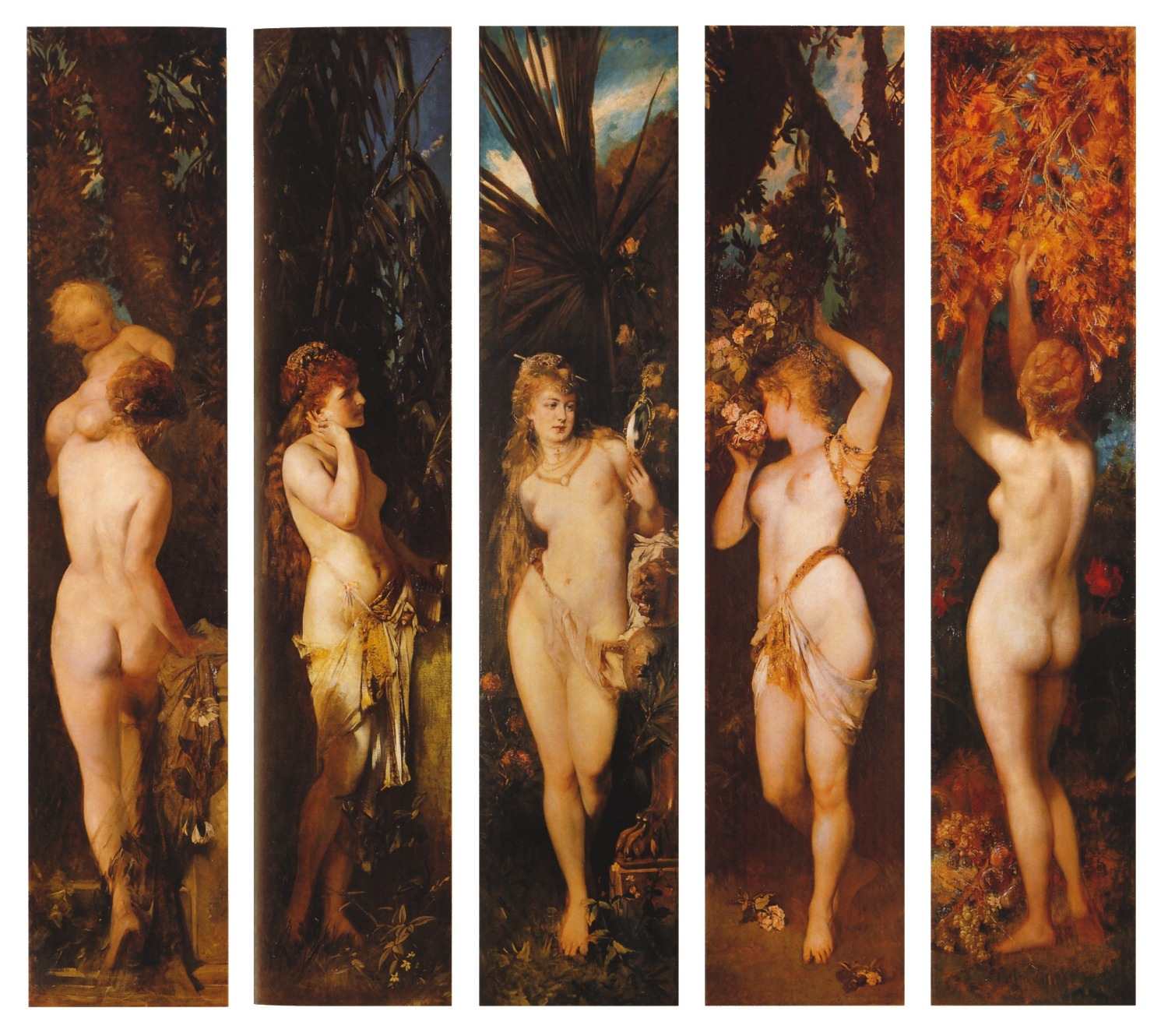
『五感（フランス語版）』（Die fünf Sinne）
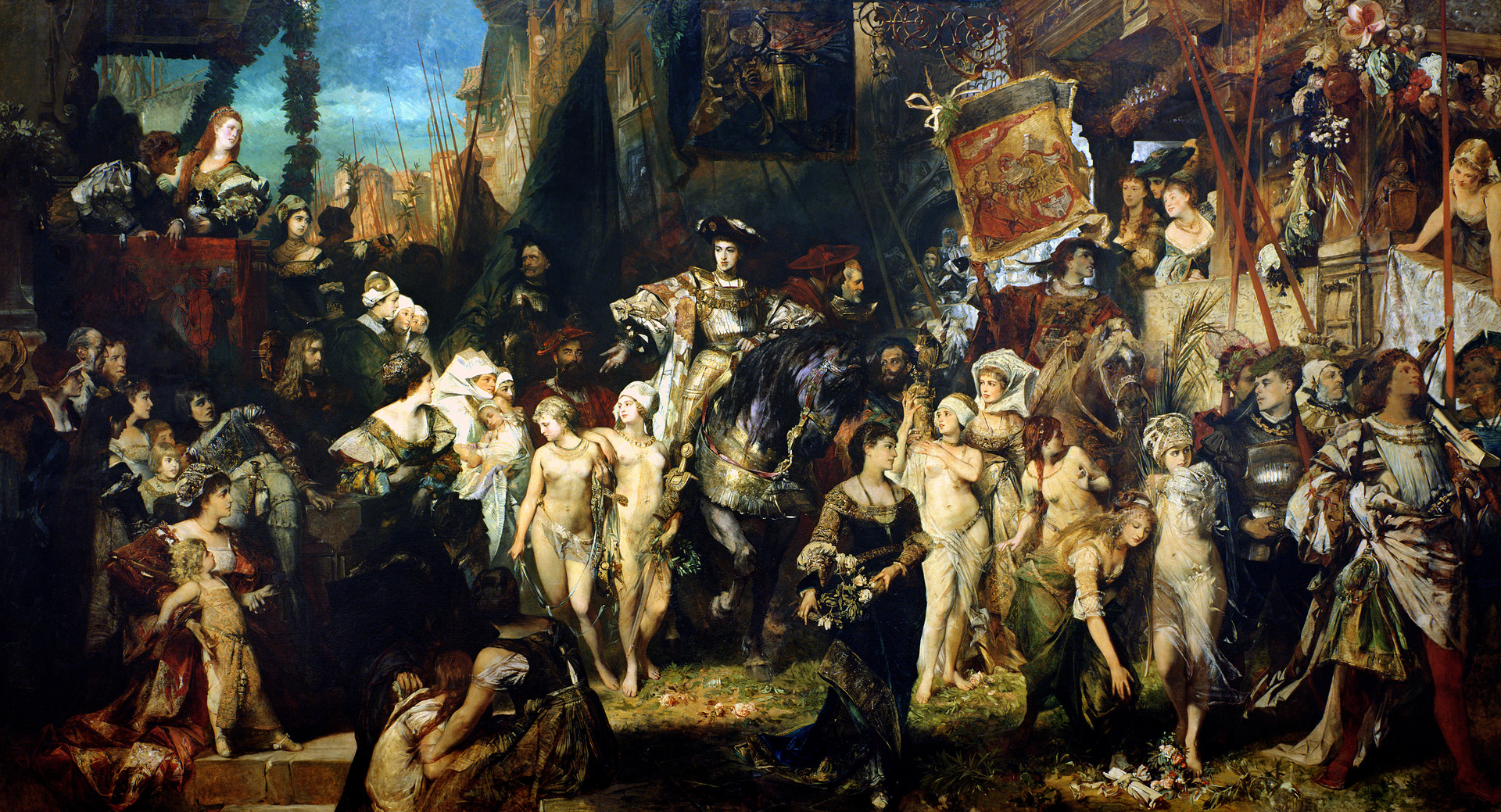
『カール5世のアントワープ入城』（Der Einzug Karls V in Antwerpen）1878年
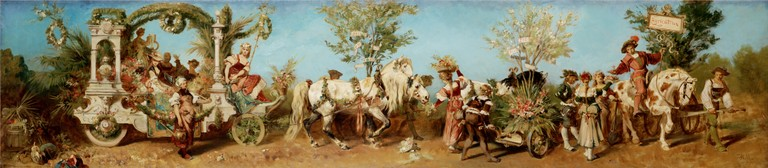
マカルトによる祝祭行列のデザインの一例（1879年、キャンバス、油絵）

### 死去
1881年、バレリーナとの結婚を境にして、上流社会から次第に遠ざけられるようになった。1884年10月3日、梅毒による麻痺のために、44歳で死去した。葬儀は盛大に営まれ、王侯貴族を別にすれば、1910年のウィーンの「名物市長」カール・ルエーガーの葬儀まで、マカルトのものを凌ぐ規模の葬儀はなかった。
墓はウィーン中央墓地にある。マカルトの死後、グスタフ・クリムトがその継承者とみなされた。やがて、マカルトの残した極彩色で享楽的感覚の巨大な絵画は、芝居じみた下品なものと捉えられるようになった。近年になってマカルトは肖像画の分野でも再評価されるようになった。
- 最晩年のマカルト（1884年）
- ウィーン中央墓地にある墓

## ギャラリー
- 『アリアドネの勝利』（Der Triumph der Ariadne）1873-74年
- 『日本娘』（Die Japanerin）1875年[16]
- 『ラブレター』（Der Liebesbrief）1875年
- 『エジプトの王女』（An Egyptian Princess）1875年
- 『メッサリナ』1878年、モデルは帝国劇場の専属女優シャルロッテ・ヴォルター（ドイツ語版）[5]。
- 『祈り』（Die Betende）1880年
- 『夏の夜の夢』（Der Sommernachtstraum）1882年
- 『ダンスパーティーの後の夢』
- 『クレオパトラの死』（Der Tod der Kleopatra）1875 - 1876年、モデルはシャルロッテ・ヴォルター（ドイツ語版）[3]
- 『貴婦人』

## 関連論文
- 岩谷秋美「ハンス・マカルト作《皇帝カール五世のアントウェルペン入城》における「歴史主義」 ―アルブレヒト・デューラー作《皇帝マクシミリアン一世の凱旋車》との関係―」『東京芸術大学西洋美術史研究室紀要』第12巻、2014年、41-50頁。